# Schertlas
Schertlas ist ein Gemeindeteil der Stadt Selbitz im Landkreis Hof (Oberfranken, Bayern). Schertlas liegt in der Gemarkung Selbitz.

## Geografie
Bei der Einöde entspringt ein namenloser rechter Zufluss der Selbitz. Unmittelbar nördlich des Anwesens gibt es einen ehemaligen Steinbruch, der als Geotop ausgezeichnet ist. Ein Wirtschaftsweg führt 300 Meter nördlich zur Kreisstraße HO 27, Die nordwestlich nach Selbitz zur Staatsstraße 2195 bzw. südöstlich nach Mühldorf verläuft.

## Geschichte
Benannt wurde der Ort nach einem Flurnamen. Früher gab es den „Marmorbruch auf dem Schirtlas“. Hier wurde laut dem Bergamt Naila „grauvölliger, sehr schöner Marmor mit artigen purpurroten, mehr braunen, gelben und grünen Flecken auch durchsetzenden weißen Adern“ gebrochen. Die Einöde Schertlas wurde in der ersten Hälfte des 20. Jahrhunderts auf dem Gemeindegebiet von Selbitz gegründet. Der ehemalige Einzelhof dient heute als Jagdhaus.

### Einwohnerentwicklung
| Jahr      | 001950 | 001961 | 001970 | 001987 |
| Einwohner | 5      | 2      | 0      | 0      |
| Häuser    | 1      | 1      |        | 0      |
| Quelle    | [ 8 ]  | [ 9 ]  | [ 10 ] | [ 1 ]  |

## Religion
Schertlas ist evangelisch-lutherisch geprägt und nach Selbitz gepfarrt.